# USA's fodboldforbund
United States Soccer Federation (eller USSF) er USA's nationale fodboldforbund. Deres hovedkvarter findes i Chicago, Illinois. De er medlem af FIFA og er ansvarlig for at arrangere både professionelle og amatør-kampe, herunder både herre- og damelandskampe. De er også ansvarlige for at at påsætte dommere og styrer de fleste turneringer i USA.
| Fodbold | Spire Denne artikel om en fodboldorganisation er en spire som bør udbygges. Du er velkommen til at hjælpe Wikipedia ved at udvide den. |